# Ferrocarril Oeste Santafesino
El Ferrocarril Oeste Santafecino (FCOS), era una compañía de capitales argentinos que construyó y operó una línea de ferrocarriles de trocha ancha (1,676 m) en el sur de las provincias de Santa Fe y Córdoba, Argentina, al final del siglo XIX.

## Historia

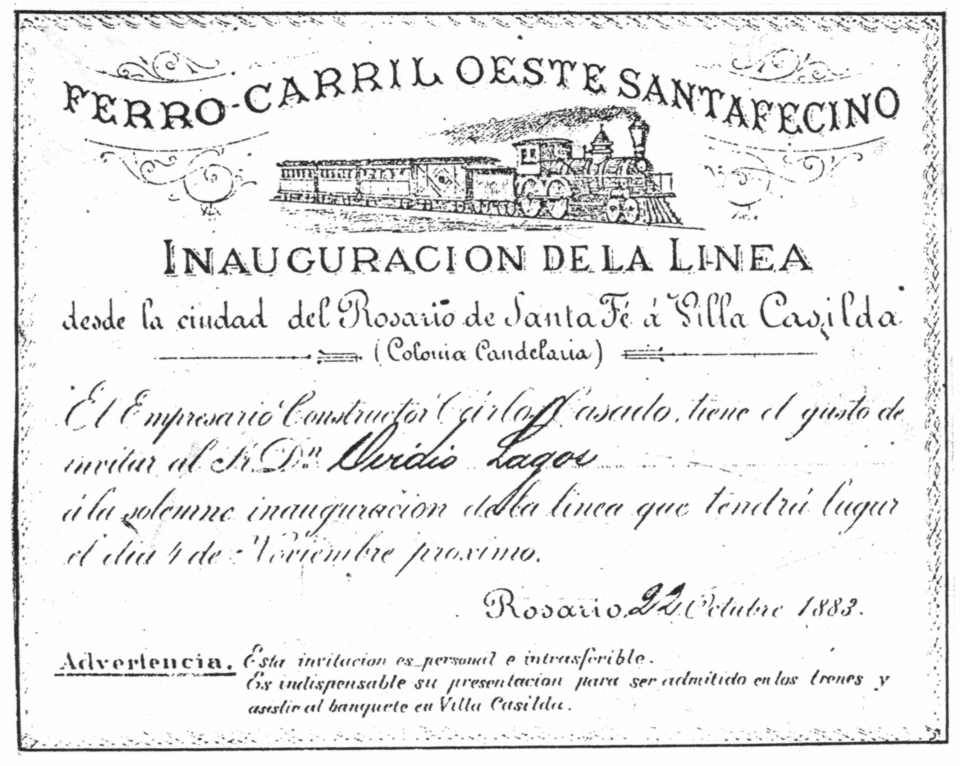
Invitación a la inauguración del Ferrocarril Oeste Santafecino enviada por Don Carlos Casado del Alisal, al Sr. Ovidio Lagos.

La concesión de una línea férrea desde la ciudad de Rosario hasta las inmediaciones de la Colonia Candelaria (Casilda) con ramales a Melincué (San Urbano) y al puerto de Rosario, fue otorgada por Ley de la Provincia de Santa Fe con fecha 17 de octubre de 1881 a Don Carlos Casado del Alisal (el primer presidente del Banco Provincial de Santa Fe), quien se comprometió a formar una Sociedad Anónima con ese fin, denominada Ferrocarril Oeste Santafecino. Otras leyes autorizaban la construcción de un ramal de Casilda a Cruz Alta y desde esta a Río Cuarto, en la Provincia de Córdoba.
La idea de transportar productos agrícolas al puerto de Rosario sobre el Río Paraná.

## Primer sección
La primera sección de Rosario a Casilda se libró al servicio público el 4 de noviembre de 1883. La estación terminal de este ferrocarril era la Estación Rosario Oeste Santafecino (Estación Rosario / O.S.), ubicado en el sudeste de la ciudad de Rosario, dentro del actual Parque Urquiza. La línea iba hacia el oeste por la actual Avenida Pellegrini, y apenas traspuesto el Bulevar Oroño giraba hacia el sudoeste junto a la actual Avenida Presidente Perón, prosiguiendo su recorrido hasta el pueblo de Casilda, conocido en esa época como Colonia Candelaria. El ferrocarril seguía hacia el sur de Córdoba, alcanzando Cruz Alta. 

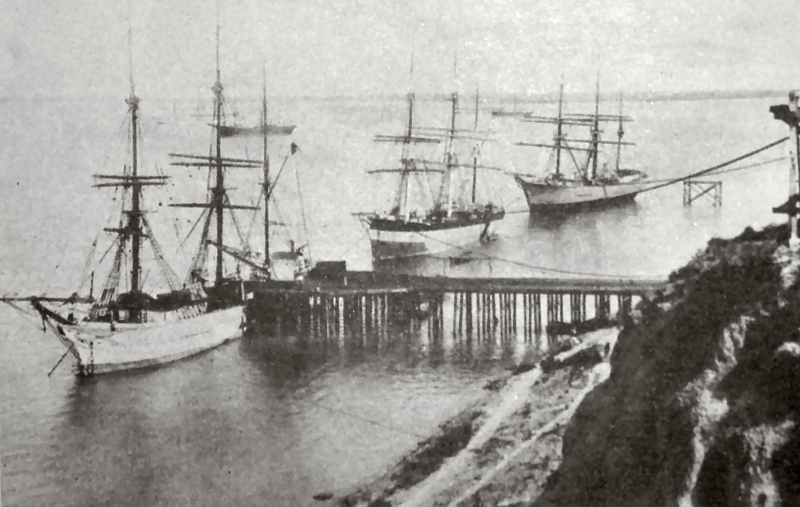
Embarcadero del Ferrocarril Oeste Santafecino que existía cercano a la estación en 1895.

Esta empresa también contó con un ramal auxiliar desde su terminal hasta la Aduana (por la actual Avenida de la Libertad) y otro que, empalmando con la línea a Candelaria en las proximidades de calle Pueyrredón, proseguía por esta hasta empalmarse con los rieles del F.C.C.A. en cercanías de Avenida Rivadavia y Boulevard Oroño.
Así fue que este ferrocarril trasladó la primera cosecha de trigo que exportó Argentina desde Colonia Candelaria.
La segunda sección de Casilda a San José de la Esquina, se inauguró el 7 de noviembre de 1887 y desde esta a Cruz Alta el 6 de enero de 1888, ya en el sur de Córdoba. De Casilda a Chabás se habilitó la línea el 3 de abril de 1888 y finalmente de Chabás a San Urbano el 19 de agosto del mismo año. Esta compañía ayudaría a fundar varios pueblos.

## Transferencia al Ferrocarril Central Argentino
Por decreto del 20 de septiembre de 1900 se aprueba la transferencia que este ferrocarril hace de su línea y activo, a favor de la compañía de capitales británicos Ferrocarril Central Argentino, pasando en consecuencia a integrar su red.
Esta compañía trasladó los servicios de trenes de pasajeros a la Estación Rosario Central, y a la Estación Rosario Oeste Santafecino se le cambió la denominación por Rosario Este, usándose exclusivamente para transporte de carga y ganado. Se construyeron nuevas vías, eliminando las que corrían junto a las avenidas.